# Эффект близости (сверхпроводимость)
Эффект близости или эффект Холма — Мейснера — термин, используемый в области сверхпроводимости для описания явлений, которые происходят, когда сверхпроводник (S) находится в контакте с «нормальным» (N) несверхпроводником. Обычно критическая температура {\displaystyle T_{c}} сверхпроводника понижается, и в нормальном материале наблюдаются признаки слабой сверхпроводимости на мезоскопических расстояниях. Эффект близости известен со времён новаторских работ Р. Холма и У. Мейснера. Они наблюдали нулевое сопротивление в прессованных контактах SNS, в которых два сверхпроводящих металла разделены тонкой плёнкой из несверхпроводящего (то есть нормального) металла. Открытие сверхтока в контактах SNS иногда ошибочно приписывают работе Брайана Джозефсона 1962 года, однако этот эффект был известен задолго до его публикации и понимался как эффект близости.

## Природа эффекта
Электроны в сверхпроводящем состоянии сверхпроводника упорядочены совсем иначе, чем в обычном металле, то есть они образуют куперовские пары. Кроме того, нельзя сказать, что электроны в материале имеют определённое положение из-за комплементарности импульса и координаты. В физике твёрдого тела обычно выбирают пространственно-импульсный базис, и все электронные состояния заполняются электронами до поверхности Ферми в металле или до энергии края щели в сверхпроводнике.
Из-за нелокальности электронов в металлах, их свойства не могут изменяться бесконечно быстро. В сверхпроводнике электроны упорядочены в виде сверхпроводящих куперовских пар; в нормальном металле электронный порядок бесщелевой (одноэлектронные состояния заполнены до поверхности Ферми). Если сверхпроводник и нормальный металл объединить, то электронный порядок в одной системе не может бесконечно резко измениться на другой порядок на границе. Вместо этого спаренное состояние в сверхпроводящем слое переносится на нормальный металл, где спаривание разрушается в результате рассеяния, в результате чего куперовские пары теряют свою когерентность. Для очень чистых металлов, например, меди высокой чистоты, образование пар может сохраняться на протяжении сотен микрон.
Верно и обратное, электронный (бесщелевой) порядок, присутствующий в нормальном металле, также переносится на сверхпроводник, так как сверхпроводящая щель уменьшается вблизи границы раздела.
Микроскопическая модель, описывающая это поведение в терминах одноэлектронных процессов, получила название андреевского отражения. Она описывает процесс того, как электроны в одном материале приобретают порядок соседнего слоя, принимая во внимание прозрачность границы и состояния (в другом материале), из которого электроны могут рассеиваться.

## Обзор
Как контактный эффект, эффект близости тесно связан с термоэлектрическими явлениями, такими как эффект Пельтье или образование p-n-переходов в полупроводниках. Усиление эффекта близости {\displaystyle T_{c}} происходит тогда, когда нормальный материал представляет собой металл с большим коэффициентом диффузии, а не загрязнённый примесями металл или изолятор (I). Наибольшее подавление эффекта близости {\displaystyle T_{c}} в спин-синглетном сверхпроводнике происходит, когда нормальный материал является ферромагнетиком, так как наличие внутреннего магнитного поля ослабляет сверхпроводимость (разрыв куперовских пар).

## Исследования
Изучение двойных и многослойных слоев S/N, S/I и S/S' (S' — нижний сверхпроводник) было наиболее активной областью исследований сверхпроводящего эффекта близости. Поведение гетероструктуры в направлении, параллельном границе, отличается от поведения, перпендикулярного интерфейсу. В сверхпроводниках типа II, подвергающихся воздействию магнитного поля, параллельного границе раздела, вихревые дефекты будут зарождаться преимущественно в N- или I-слоях, и в поведении кулеровских пар наблюдается расходимость, когда возрастающее поле заставляет их проникать в S-слои. В сверхпроводниках типа I поток аналогичным образом сначала проникает через N-слой. Подобные качественные изменения не происходят, когда магнитное поле прикладывается перпендикулярно границе S / I или S / N. В мультислоях S / N и S / I при низких температурах бо́льшая глубина проникновения и длина когерентности куперовских пар позволяет S-слоям поддерживать взаимное трёхмерное квантовое состояние. При повышении температуры связь между S-слоями нарушается, что приводит к переходу к двумерному поведению. Анизотропное поведение бислоёв и мультислоёв S / N, S / I и S / S' послужило основой для понимания гораздо более сложных явлений критического поля, наблюдаемых в высокоанизотропных купратных высокотемпературных сверхпроводниках.
В 2007 году группа исследователей наблюдала эффект близости в графене. Эксперименты проводились на образцах нанометрового масштаба, сделанных из отдельных слоев графена с наложенными сверхпроводящими электродами из 10 нм титана и 70 нм алюминиевой пленки. Алюминий — это сверхпроводник, который отвечает за сверхпроводимость графена. Расстояние между электродами находилось в пределах 100 нм и 500 нм. Эффект близости проявляется в наблюдении сверхтока, то есть тока, протекающего через графен с нулевым напряжением на переходе. Используя электрод затвора, исследования показали, что эффект близости возникает, и в случае когда носителями в графене являются электроны, и в случае когда носителями являются дырки. Критический ток устройств был выше нуля даже в точке электронейтральности.

## Вихрь Абрикосова и эффект близости
Квантовый вихрь с чётко выраженной сердцевиной может существовать в достаточно толстом слое нормального металла, находящимся в контакте со сверхпроводником.